# 권나라 (배우)
권나라(본명: 권아윤, 한국 한자: 權我潤 1991년 3월 13일~)는 대한민국의 배우이며 과거 걸그룹 헬로비너스의 멤버였다.

## 생애
1991년 3월 13일 인천직할시에서 태어났고, 유년 시절 경기도 성남시 분당구로 이사하여 그곳에서 성장했다. 성남신기초등학교, 양영중학교, 분당대진고등학교를 거쳐, 동덕여자대학교 방송연예학과를 졸업했다.
원래는 본명과 활동명 모두 권나라였으나, 연예계 활동 도중 법률상 이름을 권아윤으로 변경하고 활동명은 권나라를 유지하고 있다.

## 경력
2012년 5월 9일, 걸그룹 헬로비너스가 첫 미니 앨범을 발매하고, 5월 10일 M.net 《엠카운트다운》에서 타이틀곡 〈VENUS〉로 데뷔 무대를 가지면서 가수로서 활동을 시작했다.
배우 활동을 병행하다가, 2019년 5월에 헬로비너스가 해체한 이후로는 배우 활동에 전념하고 있다.

## 음반 외 활동

### 드라마
| 연도 | 방송사  | 작품                         | 역할                     | 비고           |
| ---- | ------- | ---------------------------- | ------------------------ | -------------- |
| 2012 | SBS     | 《부탁해요 캡틴》            | 2013 윙스에어 신입승무원 |                |
| 2014 | tvN     | 《로맨스가 필요해 3》        | 라디오 게스트            |                |
| 2014 | MBC     | 《앙큼한 돌싱녀》            | 부킹녀                   |                |
| 2017 | SBS     | 《수상한 파트너》            | 차유정                   | 40부작         |
| 2018 | tvN     | 《나의 아저씨》              | 최유라                   | 16부작         |
| 2018 | SBS     | 《친애하는 판사님께》        | 주은                     | 32부작         |
| 2019 | KBS2    | 《닥터 프리즈너》            | 한소금                   | 32부작         |
| 2020 | JTBC    | 《이태원 클라쓰》            | 오수아                   | 16부작         |
| 2020 | KBS2    | 《암행어사: 조선비밀수사단》 | 홍다인 / 이영신          | 16부작         |
| 2021 | tvN     | 《불가살》                   | 민상운 / 민상연          | 1인2역, 16부작 |
| 2024 | ENA     | 《야한(夜限) 사진관》        | 한봄                     | 16부작         |
| 2025 | Disney+ | 《넉 오프》                  | 문유빈                   |                |

### 영화
| 연도 | 작품            | 역할   | 비고 |
| ---- | --------------- | ------ | ---- |
| 2018 | 《소녀의 세계》 | 이하남 |      |

### 방송
| 연도 | 방송사 | 프로그램                    | 비고 |
| ---- | ------ | --------------------------- | ---- |
| 2016 | KBS2   | 《본분 금메달》             |      |
| 2016 | MBC    | 《마이 리틀 텔레비전》      |      |
| 2016 | SBS    | 《정글의 법칙 in 동티모르》 |      |
| 2019 | MBC    | 《나 혼자 산다》            |      |
| 2024 | 유튜브 | 《덱스의 냉터뷰》           |      |

### 뮤직비디오
| 연도 | 가수   | 제목                             | 비고 |
| ---- | ------ | -------------------------------- | ---- |
| 2012 | 김진표 | 〈미안해서 미안해 (Feat. G.NA)〉 |      |
| 2013 | 산이   | 〈아는 사람 얘기〉               |      |
| 2014 | 이천원 | 〈서울이 싫어졌어〉              |      |
| 2017 | 이시은 | 〈눈물나게 (Feat. 정승환)〉      |      |

### 광고
- 2012년 OB맥주 카스 후레쉬(with 김수현)
- 2014년 롯데시네마 스페셜관 편(with 김상중)
- 2014년 롯데주류 클라우드 맥주(with 전지현)
- 2014년 레드사하라 스튜디오 불멸의 전사 시즌2 소울마스터 모바일게임(with 헬로비너스)
- 2016년 SK텔레콤 데이터 플러스 T멤버십
- 2016년 K2코리아 아이더 아웃도어(with 이민호)
- 2016년 하이트진로 망고링고 맥주(with 유병재)
- 2016년 엠씨드 다크블레이즈 모바일게임
- 2016년~2017년 천연화장품 보나쥬르
- 2016년~2017년 엠케이트렌드 버커루 의류(with 이광수, 우태운)
- 2016년~2017년 골프웨어 LPGA갤러리(with 앨리스)
- 2017년 동아오츠카 오로나민C(with 전현무)
- 2017년 한돈자조금관리위원회 한돈(with 조정석)
- 2017년 (주)슈가힐 네모 부동산중개앱
- 2018년 금복주 맛있는 참 소주
- 2020년 카오스 모바일 게임
- 2020년~ 2021년 동국제약 센시아(with 김미숙)

### 화보
- 2021년 12월 마리끌레르 1월호

### 게임
- 2015년 쇼베 크리에이티브 모바일 시네마게임 《도시를 품다》 세린 역

## 홍보대사
- 2017년 한돈자조금관리위원회 2017 한돈 홍보대사

## 수상 및 후보
| 연도 | 시상식                      | 부문                           | 작품                     | 결과 |
| ---- | --------------------------- | ------------------------------ | ------------------------ | ---- |
| 2017 | SBS 연기대상                | 여자 신인연기상                | 수상한 파트너            | 후보 |
| 2018 | SBS 연기대상                | 여자 신인연기상                | 친애하는 판사님께        | 후보 |
| 2018 | 제13회 숨피 어워즈          | 최우수조연상 여자부문          | 수상한 파트너            | 후보 |
| 2019 | 제55회 백상예술대상         | TV부문 여자 신인연기상         | 나의 아저씨              | 후보 |
| 2019 | 제12회 코리아 드라마 어워즈 | 여자 신인상                    | 닥터 프리즈너            | 수상 |
| 2019 | KBS 연기대상                | 미니시리즈부문 여자 우수연기상 | 닥터 프리즈너            | 후보 |
| 2019 | KBS 연기대상                | 여자 신인상                    | 닥터 프리즈너            | 수상 |
| 2020 | 제56회 백상예술대상         | TV부문 여자 조연상             | 이태원 클라쓰            | 후보 |
| 2021 | KBS 연기대상                | 미니시리즈부문 여자 우수상     | 암행어사: 조선비밀수사단 | 수상 |

## 가족 관계
- 부모님
- 여동생:권아영(1994년생 ~ ) 권연재(1997년생 ~ )